# Luc Yersin
Pour les articles homonymes, voir Yersin.
Luc Yersin est un ingénieur du son suisse, né le 11 décembre 1945 à Cully, mort le 30 mai 2008 à Lausanne.

## Biographie
Frère du réalisateur Yves Yersin, Luc Yersin a travaillé sur une centaine de films, notamment avec Alain Tanner, Francis Reusser, Jean-Luc Godard et Robert Bresson. On a écrit à son sujet qu'il a été « le son du meilleur cinéma suisse ».

## Filmographie partielle
- 1973 : Le Retour d'Afrique d'Alain Tanner
- 1974 : La Paloma de Daniel Schmid
- 1976 : Le Grand Soir de Francis Reusser
- 1976 : Les Indiens sont encore loin de Patricia Moraz
- 1978 : La Voix de son maître de Gérard Mordillat et Nicolas Philibert
- 1978 : Horizonville d'Alain Klarer (moyen métrage)
- 1979 : Les Petites Fugues d'Yves Yersin
- 1979 : Sauve qui peut (la vie) de Jean-Luc Godard
- 1981 : Seuls de Francis Reusser
- 1981 : Notre-Dame de la Croisette de Daniel Schmid
- 1982 : Hécate, maîtresse de la nuit de Daniel Schmid
- 1983 : L'Argent de Robert Bresson
- 1984 : L'Air du crime d'Alain Klarer
- 1985 : Le Baiser de Tosca de Daniel Schmid
- 1987 : Pierre et Djemila de Gérard Blain
- 1988 : À corps perdu de Léa Pool
- 1992 : Hors saison de Daniel Schmid
- 1997 : C'est la tangente que je préfère de Charlotte Silvera
- 2002 : Jour de marché de Jacqueline Veuve
- 2002 : Lulu de Jean-Henri Roger
- 2004 : Bienvenue en Suisse de Léa Fazer
- 2004 : Le Prix du désir de Roberto Andò
- 2006 : Jeune Homme de Christoph Schaub
- 2006 : Mon frère se marie de Jean-Stéphane Bron
- 2008 : Un petit coin de paradis de Jacqueline Veuve